# Ceradenia melanopus
Ceradenia melanopus är en stensöteväxtart som först beskrevs av William Jackson Hooker och Grev., och fick sitt nu gällande namn av Luther Earl Bishop. Ceradenia melanopus ingår i släktet Ceradenia och familjen Polypodiaceae. Inga underarter finns listade.